# Johann Gottlob von Nüssler
Johann Gottlob Nüssler, später Johann Gottlob von Nüssler (* auch Johann Gottlieb Nüssler von Nüssler, 10. Juli 1664 in Lauban, Kurfürstentum Sachsen; † 16. August 1711 in Sagan, Fürstentum Sagan) war ein schlesischer Mediziner.

## Leben und Wirken
Johann Gottlob Nüssler studierte Medizin und wurde 1688 mit seiner Schrift „Disputatio medica inauguralis de dolore colico“ bei Johannes Luyts an der Universität Utrecht promoviert.
Anschließend wirkte er als Physikus des Herzogtums und der Stadt Sagan, wurde kaiserlicher Pfalzgraf und war Rat und Leibarzt des Herzogs von Sagan und Fürsten von Lobkowitz Ferdinand August von Lobkowitz.
Am 16. Februar 1709 wurde er unter der Präsidentschaft des Mediziners und Naturforschers Lukas Schröck mit dem akademischen Beinamen Ctesias I. unter der Matrikel-Nr. 286 als Mitglied in die Leopoldina aufgenommen.
Johann Gottlob von Nüssler, der nach einem Reitunfall starb, wurde in der evangelischen Kirche in Sagan, wo ihm ein Denkmal aus Stein mit Bildnis und Wappen errichtet wurde, beigesetzt.
Er war mit Johanna Hedwig († 1745), geborene von Myngen, verheiratet. Das Ehepaar hatte 4 Söhne.

## Schriften (Auswahl)
- Disputatio medica inauguralis de dolore colico. Utrecht 1688 (Digitalisat)